# Francesco Albani
Francesco Albani (n. 17 martie 1578, Bononia, Statele Papale – d. 4 octombrie 1660, Bononia, Statele Papale) a fost un pictor italian, celebtru pentru frescele sale cu teme mitologice.

## Biografie
Albani s-a născut la Bologna, Italia, în 1578. Aici a studiat cu familia Carracci. Tatăl său era un negustor de mătase care intenționa să-și meargă propria afacere. Cu toate acestea, la vârsta de doisprezece ani, el a devenit ucenic la pictorul manierist competent Denis Calvaert, în atelierul căruia l-a cunoscut pe Guido Reni. Curând l-a urmat pe Reni la așa-numita „Academie” condusă de Annibale, Agostino și Ludovico Carracci.
În 1600, Albani s-a mutat la Roma pentru a lucra la decorarea în frescă a galeriei palatului Farnese, care a fost finalizată de studioul lui Annibale Carracci. În acest moment, Roma, sub Clement al VIII-lea Aldobrandini (1592-1605), prezenta un anumit grad de stabilitate administrativă și reînnoia patronajul artistic. În timp ce papa Clement se născuse într-o familie florentină cu domiciliul în Urbino, familia sa a fost aliată prin căsătorie cu Emilia-Romagna și Farnese, de când Ranuccio I Farnese, Duce de Parma se căsătorise cu Margherita Aldobrandini. Parma, la fel ca Bologna, făcând parte din regiunea Emilia-Romagna, nu a fost surprinzător faptul că cardinalul Odoardo Farnese, fratele lui Ranuccio, a ales să patroneze Carraccis din Bologna, stabilind astfel dominarea bolneză a picturii în frescă romană timp de aproape două decenii.
Albani a devenit unul dintre cei mai proeminenți ucenici ai lui Annibale. Folosind desenele lui Annibale și asistat de Lanfranco și Sisto Badalocchio, Albani a finalizat fresce pentru Capela San Diego din San Giacomo degli Spagnoli între 1602 și 1607. În 1606–7, Albani a finalizat frescele din Palazzo Mattei di Giove din Roma. Ulterior a finalizat alte două fresce în același palat, tot pe tema Viața lui Iosif.
În 1609, a finalizat tavanul unei săli mari cu Căderea lui Faeton și Sfatul Zeilor pentru Palazzo Giustiniani (acum Palazzo Odescalchi) la Bassano (di Sutri) Romano. Această lucrare a fost comandată de Vincenzo Giustiniani, renumit și ca patron al lui Caravaggio.
În perioada 1612–14, Albani a completat frescele corului la biserica Santa Maria della Pace, care tocmai fusese remodelată de Pietro da Cortona. În 1616 a pictat fresce de plafon ale lui Apollo și ale anotimpurilor la Palazzo Verospi din Via del Corso pentru cardinalul Fabrizio Verospi.
În anii de mai târziu, Albani a dezvoltat o rivalitate reciprocă, deși respectuoasă, cu Guido Reni, cu mai mult succes, care era, de asemenea, puternic patronat de Aldobrandini și sub care Albani lucrase la capela Palatului del Quirinale.
Cele mai bune fresce ale lui Albani sunt cele despre subiecte mitologice. Printre cei mai buni subiecți ai săi sacri se numără Sfântul Sebastian și Adormirea Maicii Domnului, ambele în biserica San Sebastiano fuori le Mura din Roma. El a fost printre pictorii italieni care s-a dedicat pictării tablourilor. Subiectele sale mitologice includ Venus adormită, Diana în baie, Danaë Reclining, Galatea pe mare și Europa pe taur. I se atribuie o gravură rară, Moartea lui Dido. Printre elevii săi s-au numărat Carlo Cignani, Andrea Sacchi, Francesco Mola și Giovanni Francesco Grimaldi. După moartea soției sale s-a întors la Bologna, unde s-a căsătorit a doua oară și a trăit până la moartea sa.